# Szalagos szitakötő
A szalagos szitakötő (Sympetrum pedemontanum) jellegzetes külsejű, kis tavacskák, folyók mentén élő, Közép-Európától Szibérián át, egészen Japánig előforduló szitakötőfaj.

## Megjelenése
A szalagos szitakötő viszonylag kis faj, testhossza 28–35 mm, míg szárnyfesztávolsága 45–55 mm között van. Legfontosabb megkülönböztető jegye a mindkét nem szárnyai végén található széles, sötét sáv, amiről a faj a nevét is kapta. Lábai feketék. A hímek potroha piros színű, szárnyjegyük (pterostigma) rózsaszín vagy élénkpiros. A fiatal hímek szárnyjegye fehér vagy sárga. A nőstények sárgásbarnák, szárnyjegyük fehér/sárga. Lárvája 13–15 mm hosszú.
Más hazai fajjal nem téveszthető össze.
Három alfaja ismert:
- S. pedemontanum pedemontanum  Európa, Nyugat-Szibéria
- S. pedemontanum kurentzovi Kelet-Szibéria
- S. pedemontanum elatum Japán

## Elterjedése
Közép-Európától egészen Japánig előfordul. Európában csak egy keskeny sáv mentén, a 45. és 50. szélességi fok között él, de ismertek kisebb, szigetszerű populációi Belgiumban, Közép-Spanyolországban és Kelet-Franciaországban. Luxemburgból és (feltehetően) Görögországból kipusztult. Vándorló példányait megfigyelték Dániában és Angliában is. Magyarországon a dombvidékeken, kisebb mértékben a síkságokon fordul elő. 

## Életmódja
Kisebb folyókban, patakokban, holtágakban, tavacskákban él, de előfordul bányagödrökben, öntözőcsatornákban, sőt Olaszországban rizsföldeken is. A kifejlett imágók főleg olyan vizek mellett találhatóak, amelynek partja vegetációban gazdag, de a növényzet a vízszint váltakozása, az időleges elárasztás miatt nem túl magas vagy sűrű. A vízparti erdőket és a sűrű nádasokat kerüli. A víz kémhatására nem érzékeny. A nőstény a parthoz közel rakja le petéit, amelyek télen a csökkenő vízszint miatt ki is száradhatnak. A lárvák az aljzatba fúrják magukat és éjjel aktívak, így a halaktól némileg védve vannak. A hőmérséklettől és élelemellátástól függően június-október között alakulnak át imágókká. A fiatal felnőttek elhagyják a víz környékét és nagyobb távolságokra elkóborolnak. Az ivarérett példányok visszatérnek a tavacskákhoz, kisebb folyókhoz. A párzás jellegzetes tandem formációban történik, amikor a hím potrohfüggelékeivel megragadja a nőstény fejét és szaggatottan röpködnek, majd egy levélen vagy ágon megpihenve a nőstény potrohfüggelékével kiveszi a hím potroha tövében található másodlagos ivarszervből a korábban odahelyezett spermiumcsomagot. A peterakás kb 30 perccel később kezdődik, még mindig tandem módon összekapaszkodva; ezt ismételt párzások szakíthatják meg és a nőtény gyakran már egyedül fejezi be a peték elhelyezését.
A vízszennyezés és vízszabályozás veszélyeztetheti élőhelyeit. Magyarországon nem védett. 

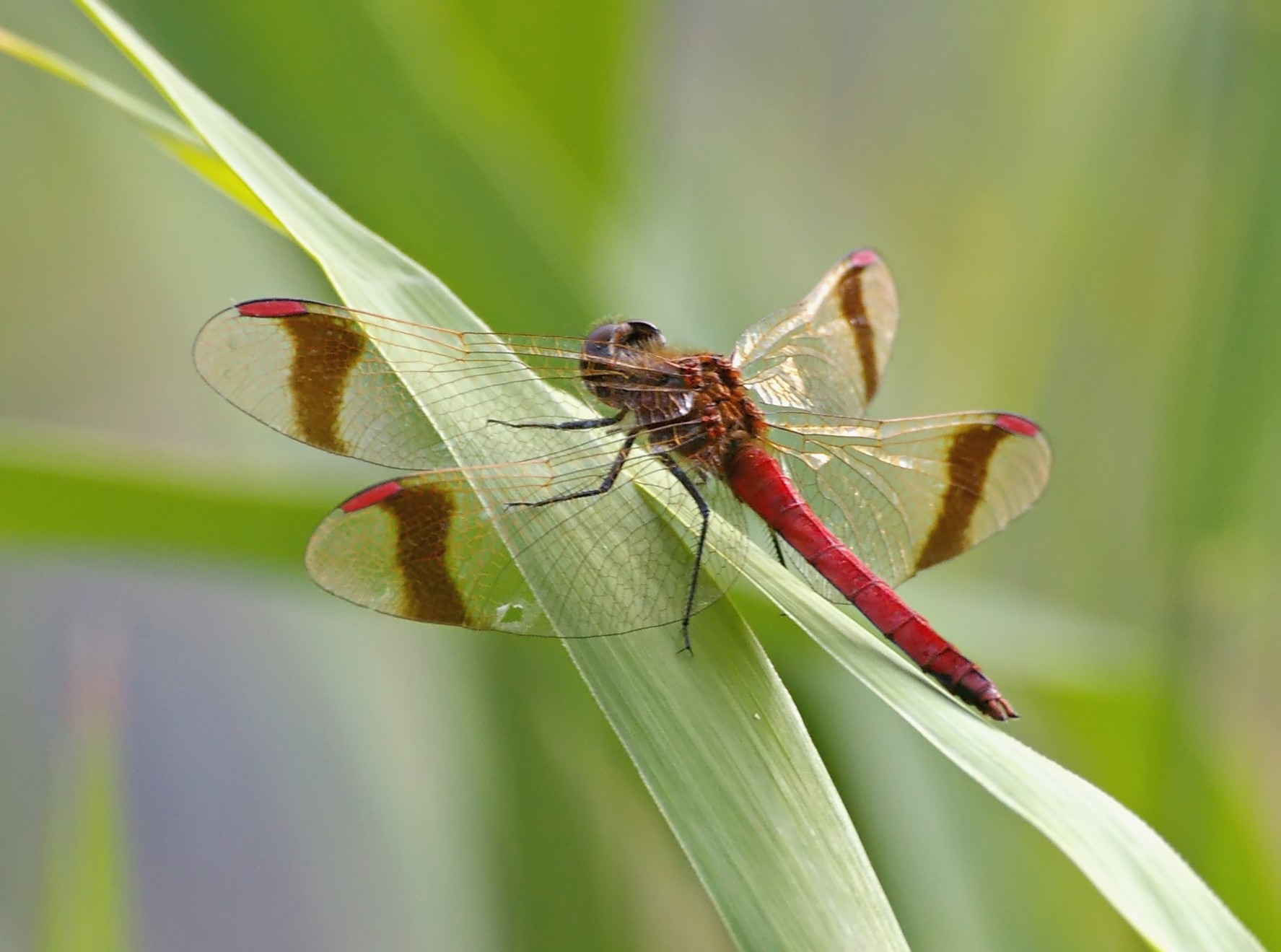
Hím szalagos szitakötő
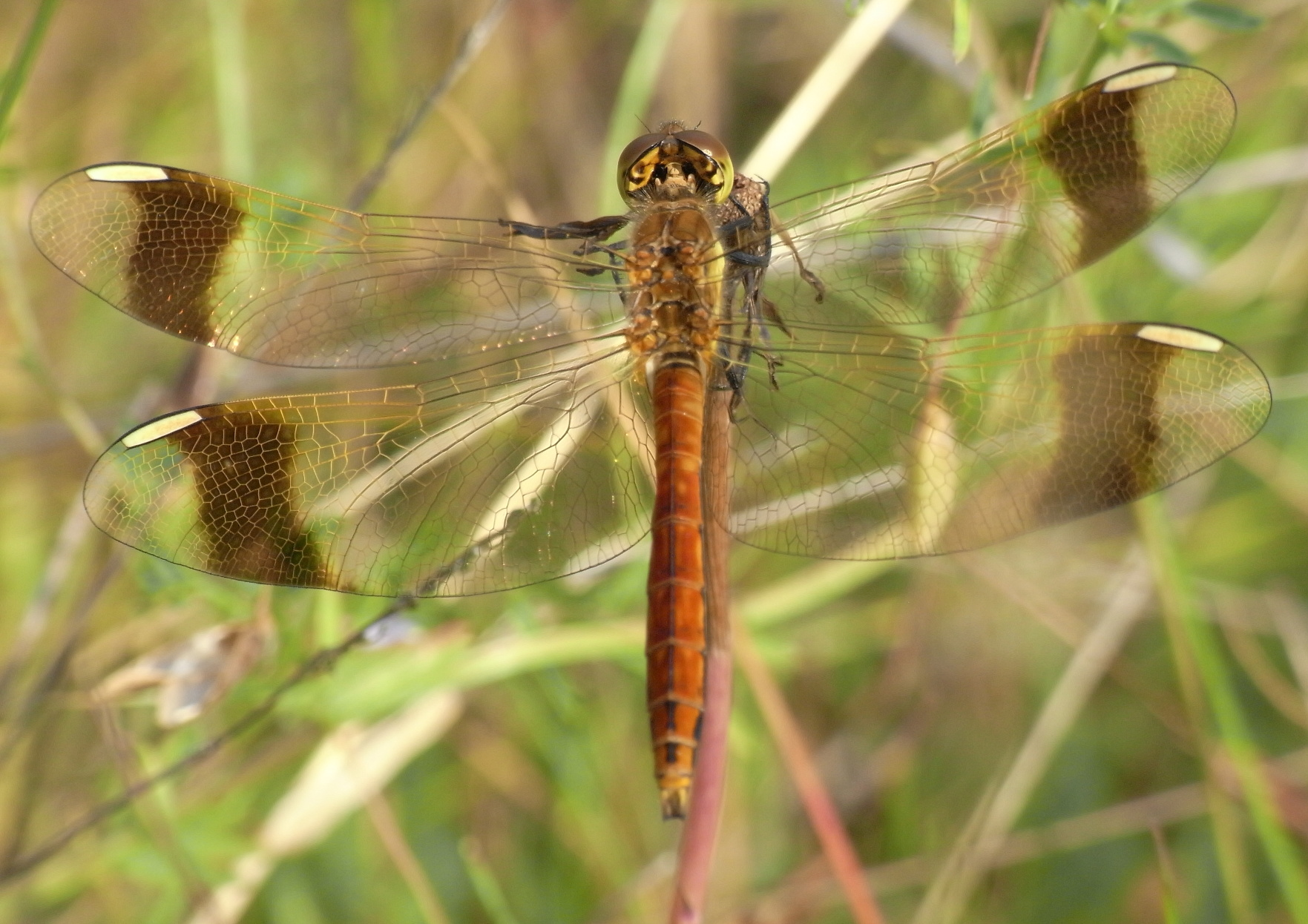
Fiatal hím
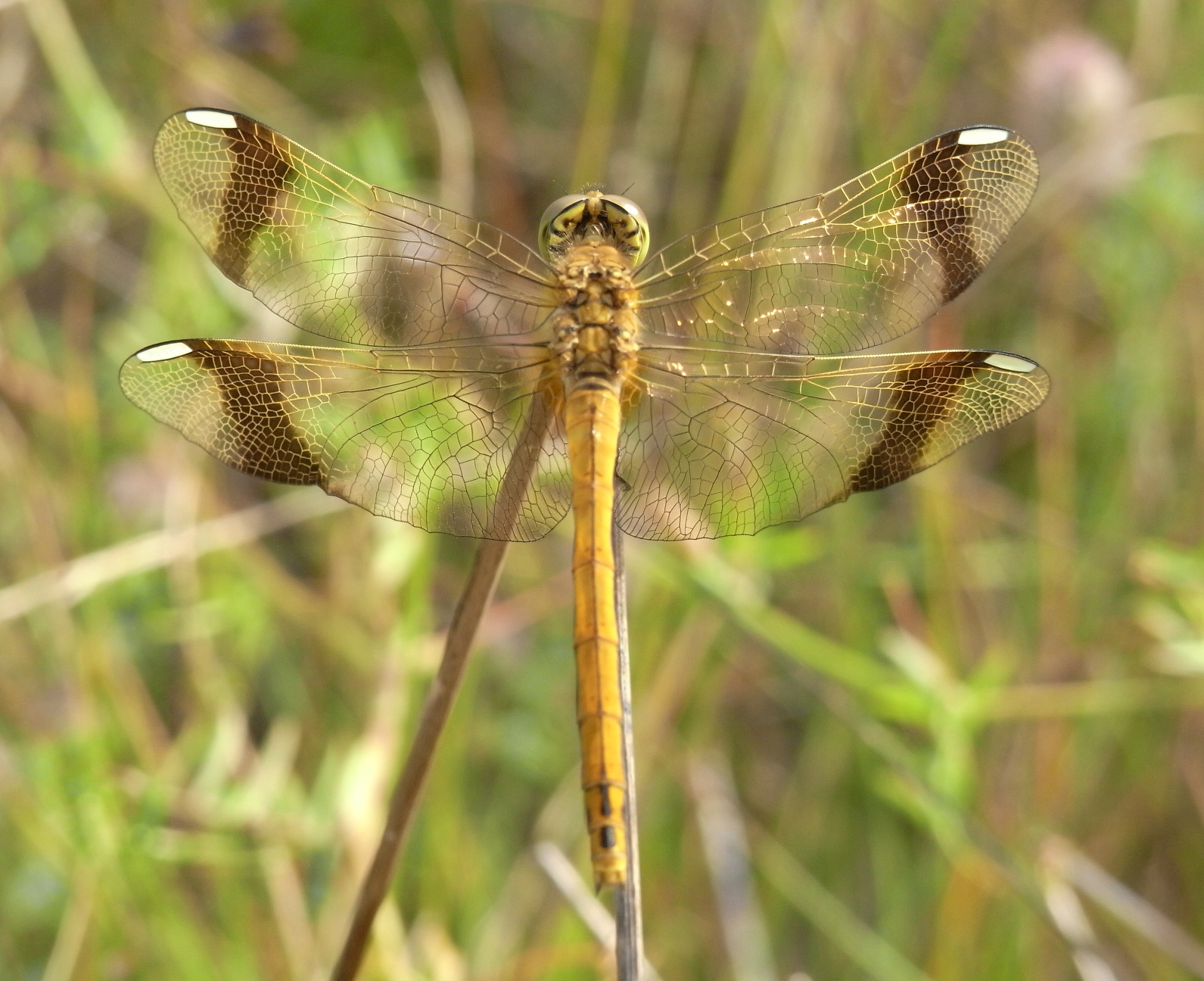
Nőstény példány
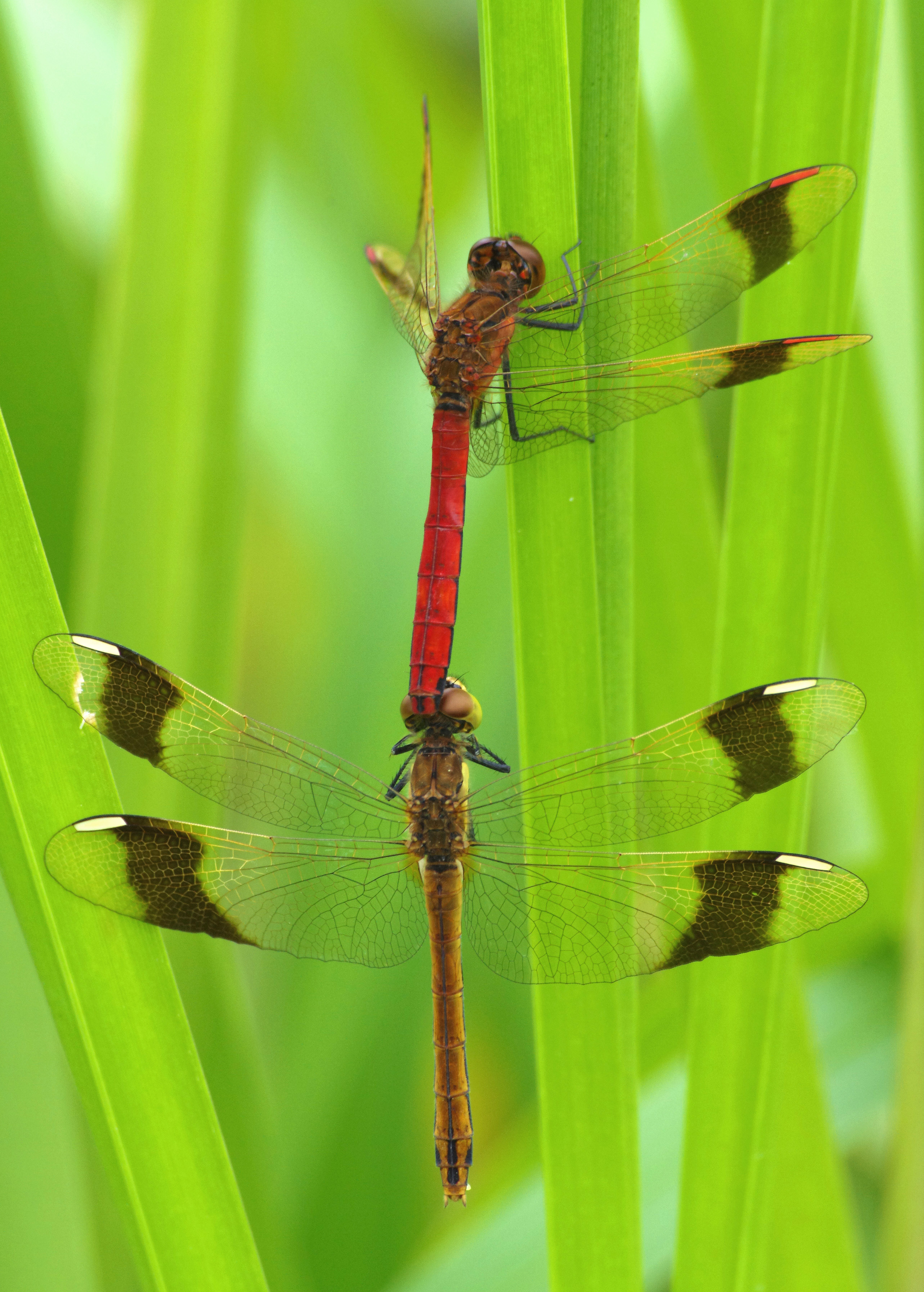
Tandem
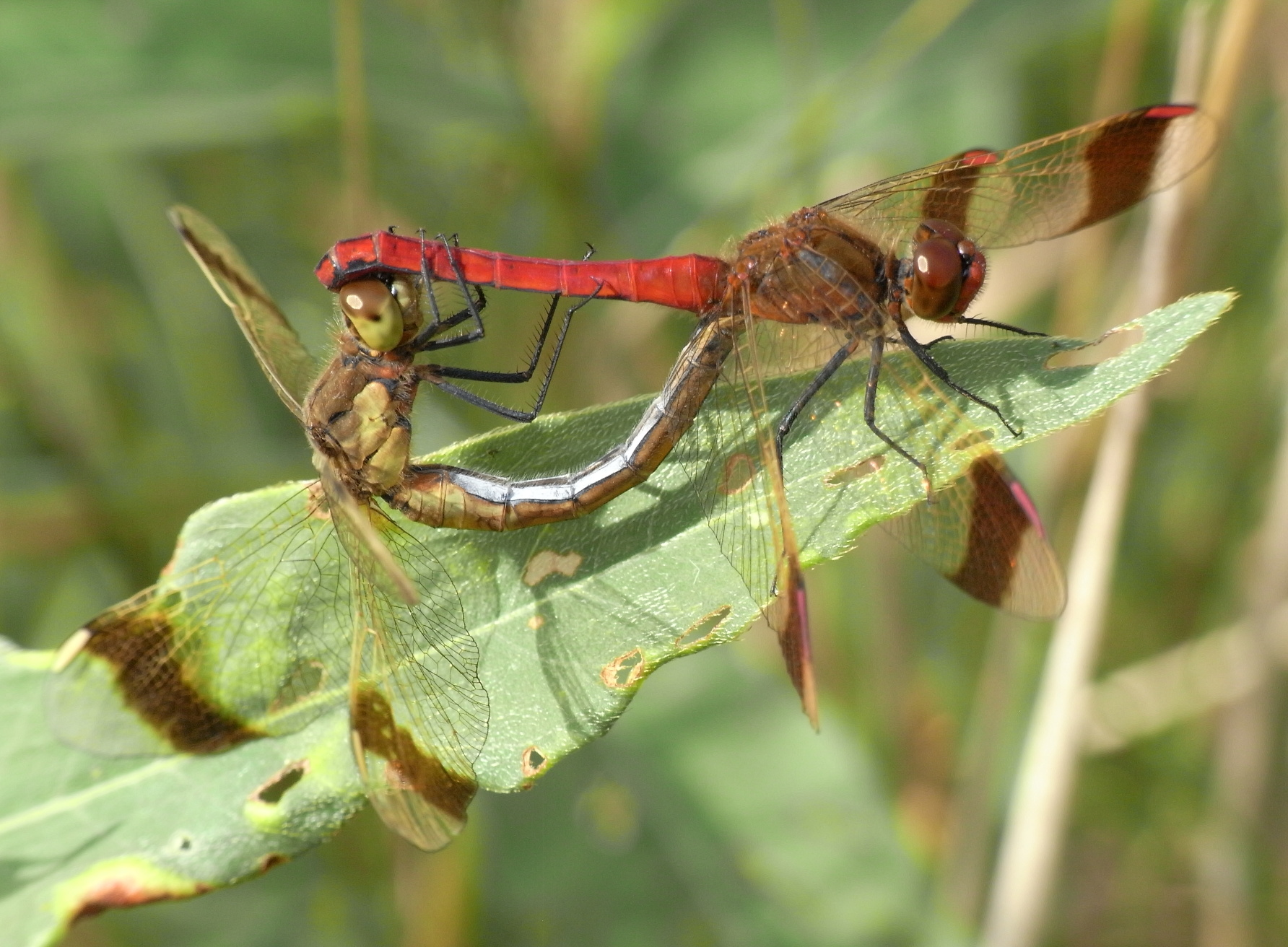
Párzás